# Matthias Wiegandt
Matthias Wiegandt (* 1965 in Unna) ist ein deutscher Musikwissenschaftler und Rektor der Musikhochschule Karlsruhe.

## Leben
Von 1985 bis 1991 studierte Wiegandt Musikwissenschaft, Neuere Deutsche Literaturgeschichte, Geschichte und Philosophie an der Albert-Ludwigs-Universität Freiburg im Breisgau. Seine Magisterarbeit 1991 behandelte die Klaviersonate fis-Moll op. 2 von Johannes Brahms.
Von 1993 bis 2001 war er Wissenschaftlicher Mitarbeiter am Musikwissenschaftlichen Seminar der Albert-Ludwigs-Universität. Dort wurde er mit einer Dissertation über die Symphonie zwischen 1850 und 1875 promoviert, die Arbeit erschien 1997 unter dem Titel Vergessene Symphonik? Studien zu Joachim Raff, Carl Reinecke und zum Problem der Epigonalität in der Musik. Es folgte 2002 die Habilitation mit einer Arbeit zur Musik im Kontext filmischen Erzählens. Anschließend wirkte er als Oberassistent am Musikwissenschaftlichen Seminar der Albert-Ludwigs-Universität Freiburg.
Seit Beginn des Sommersemesters 2004 ist Matthias Wiegandt Professor am Institut für Musikinformatik und Musikwissenschaft der Musikhochschule Karlsruhe. Seine wissenschaftlichen Arbeiten erkunden die Kompositions- und Interpretationsgeschichte der Musik des 19. bis 21. Jahrhunderts, außerdem die Themenfelder Filmmusik, Musikvermittlung, Musikkritik sowie die Wechselbeziehungen zwischen den Künsten. Dazu kommen Essays, Hörfunksendungen und CD-Booklet-Texte.
Matthias Wiegandt war von 2019 bis 2022 Prorektor für Lehre, Studien- und Prüfungsangelegenheiten an der Musikhochschule Karlsruhe und Vorsitzender des Promotions- und Prüfungsausschusses. Seit Oktober 2022 ist Matthias Wiegandt Rektor der Musikhochschule Karlsruhe.